# Grabia Trzecia
Grabia Trzecia (też Grabia III) – wieś w Polsce położona w województwie łódzkim, w powiecie łaskim, w gminie Sędziejowice.
W latach 1975–1998 miejscowość należała administracyjnie do województwa sieradzkiego.
Zobacz też: Grabia